# Ignazio Bertola
Giuseppe Francesco Ignazio Bertola d'Exilles, nato Roveda (Tortona, 1676 – Torino, 22 maggio 1755), è stato un architetto e ingegnere italiano, tra le sue opere si ricordano la Cittadella di Alessandria, il Forte di Exilles e il Forte di Fenestrelle.

## Biografia
Nacque nel 1676 a Tortona da Gaspare Roveda, facente parte della piccola borghesia della città e da Antonia Francesca. 

Suo padre morì quando era ancora molto giovane e sua madre si risposò con l'architetto Antonio Bertola che lo adottò e gli diede il suo cognome. 
Seguì le orme del padre adottivo come ingegnere militare.
Nel 1720 ricevette l'incarico di ristrutturare, adeguandole alle nuove esigenze difensive del ducato di Savoia emerse dopo il trattato di Utrecht, le cittadelle e le piazzeforti dello stato, opera che condusse a termine sei anni dopo ricevendo il plauso del committente e degli esperti militari dell'epoca. 
Eseguì opere d'ingegneria civile e militare ad Alessandria e a Fenestrelle. Realizzò inoltre la cosiddetta "strada dei cannoni", un percorso in cresta fra le valli Varaita e Maira.
Ricoprì le cariche di Maestro delle Fortificazioni e quindi di Primo Ingegnere di Sua Maestà. Fu il primo direttore delle Scuole Teoriche e Pratiche d'Artiglieria di Torino, fondate nel 1736. 
Nel 1742, in virtù dell'incarico conferitogli per la costruzione della Cittadella di Alessandria, venne nominato conte di Exilles da Carlo Emanuele III di Savoia.